# Taxonomía de los mamíferos

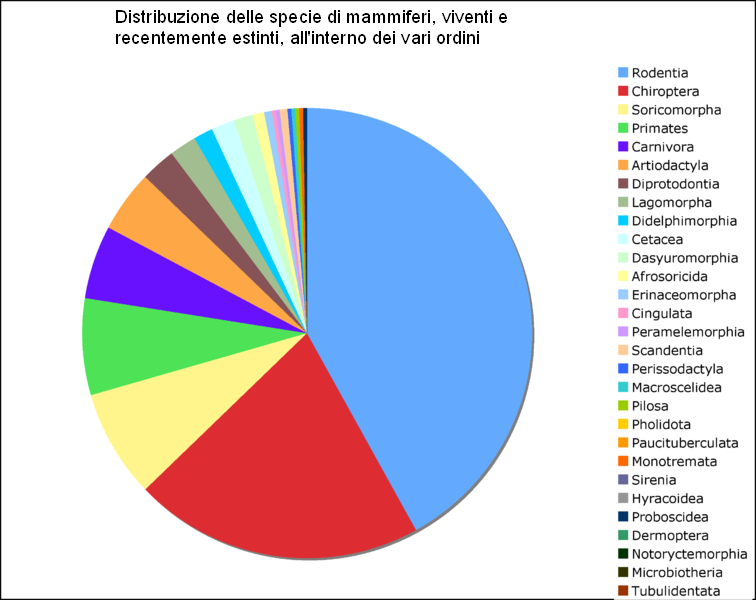
Alrededor del 70% de los mamíferos actuales pertenece a los órdenes Rodentia, Chiroptera y Eulipotyphla.

La clase Mammalia fue definida por Carlos Linneo en 1758, y aunque con notables diferencias como la inclusión de los quirópteros que él consideró más próximos a las aves, muchas de las teorías y los grupos definidos por el científico sueco permanecen vigentes en la actualidad.
Los descubrimientos paleontológicos hacen que se vayan creando nuevos clados, modificando a la vez las relaciones de los existentes. Un ejemplo de lo anterior a nivel de la estructura troncal de la jerarquía, son tres de las propuestas que se han publicado al respecto en tiempos relativamente recientes:
Propuesta 1: McKenna-Bell, 1997
| Theriiformes | \| \| Allotheria Marsh, 1880 (†) \| \| \| \| \| \| Triconodonta Osborn, 1988 (†) \| \| \| \| \| \| Holotheria Wible & al., 1995 \| \| \| \| |
| Rowe, 1988   | \| \| Allotheria Marsh, 1880 (†) \| \| \| \| \| \| Triconodonta Osborn, 1988 (†) \| \| \| \| \| \| Holotheria Wible & al., 1995 \| \| \| \| |
|              | Allotheria Marsh, 1880 (†) |
|              | |
|              | Triconodonta Osborn, 1988 (†) |
|              | |
|              | Holotheria Wible & al., 1995 |
|              | |

|  | Allotheria Marsh, 1880 (†)    |
|  |                               |
|  | Triconodonta Osborn, 1988 (†) |
|  |                               |
|  | Holotheria Wible & al., 1995  |
|  |                               |

| Theriiformes | \| \| Allotheria Marsh, 1880 (†) \| \| \| \| \| \| Triconodonta Osborn, 1988 (†) \| \| \| \| \| \| Holotheria Wible & al., 1995 \| \| \| \| |
| Rowe, 1988   | \| \| Allotheria Marsh, 1880 (†) \| \| \| \| \| \| Triconodonta Osborn, 1988 (†) \| \| \| \| \| \| Holotheria Wible & al., 1995 \| \| \| \| |
|              | Allotheria Marsh, 1880 (†) |
|              | |
|              | Triconodonta Osborn, 1988 (†) |
|              | |
|              | Holotheria Wible & al., 1995 |
|              | |

|  | Allotheria Marsh, 1880 (†)    |
|  |                               |
|  | Triconodonta Osborn, 1988 (†) |
|  |                               |
|  | Holotheria Wible & al., 1995  |
|  |                               |

Propuesta 2: Wang-Hu-Meng-Li, 2001
|  | Gondwanatheria Mones, 1987                                                            |
|  |                                                                                       |
|  | Triconodonta Osborn, 1988 (†)                                                         |
|  |                                                                                       |
|  | \| \| Prototheria Gill, 1872 \| \| \| \| \| \| Allotheria Marsh, 1880 (†) \| \| \| \| |
|  |                                                                                       |
|  | Holotheria Wible & al., 1995                                                          |
|  |                                                                                       |
|  | Prototheria Gill, 1872                                                                |
|  |                                                                                       |
|  | Allotheria Marsh, 1880 (†)                                                            |
|  |                                                                                       |

|  | Prototheria Gill, 1872     |
|  |                            |
|  | Allotheria Marsh, 1880 (†) |
|  |                            |

Propuesta 3: Kielan-Jaworowska-Cifelli-Luo, 2004
| Yinotheria        | \| \| Shuotherida Chow & Rich, 1982 (†) \| \| \| \| \| \| Australosphenida Luo & al., 2001 \| \| \| \| |
| Chow & Rich, 1982 | \| \| Shuotherida Chow & Rich, 1982 (†) \| \| \| \| \| \| Australosphenida Luo & al., 2001 \| \| \| \| |
|                   | Shuotherida Chow & Rich, 1982 (†)                                                                      |
|                   | |
|                   | Australosphenida Luo & al., 2001                                                                       |
|                   | |

|  | Shuotherida Chow & Rich, 1982 (†) |
|  |                                   |
|  | Australosphenida Luo & al., 2001  |
|  |                                   |

| Theriiformes | \| \| Allotheria Marsh, 1880 (†) \| \| \| \| \| \| Holotheria Wible & al., 1995 \| \| \| \| |
| Rowe, 1988   | \| \| Allotheria Marsh, 1880 (†) \| \| \| \| \| \| Holotheria Wible & al., 1995 \| \| \| \| |
|              | Allotheria Marsh, 1880 (†)                                                                  |
|              |                                                                                             |
|              | Holotheria Wible & al., 1995                                                                |
|              |                                                                                             |

|  | Allotheria Marsh, 1880 (†)   |
|  |                              |
|  | Holotheria Wible & al., 1995 |
|  |                              |

| Theriiformes | \| \| Allotheria Marsh, 1880 (†) \| \| \| \| \| \| Holotheria Wible & al., 1995 \| \| \| \| |
| Rowe, 1988   | \| \| Allotheria Marsh, 1880 (†) \| \| \| \| \| \| Holotheria Wible & al., 1995 \| \| \| \| |
|              | Allotheria Marsh, 1880 (†)                                                                  |
|              |                                                                                             |
|              | Holotheria Wible & al., 1995                                                                |
|              |                                                                                             |

|  | Allotheria Marsh, 1880 (†)   |
|  |                              |
|  | Holotheria Wible & al., 1995 |
|  |                              |

| Theriiformes | \| \| Allotheria Marsh, 1880 (†) \| \| \| \| \| \| Holotheria Wible & al., 1995 \| \| \| \| |
| Rowe, 1988   | \| \| Allotheria Marsh, 1880 (†) \| \| \| \| \| \| Holotheria Wible & al., 1995 \| \| \| \| |
|              | Allotheria Marsh, 1880 (†)                                                                  |
|              |                                                                                             |
|              | Holotheria Wible & al., 1995                                                                |
|              |                                                                                             |

|  | Allotheria Marsh, 1880 (†)   |
|  |                              |
|  | Holotheria Wible & al., 1995 |
|  |                              |

| Theriiformes | \| \| Allotheria Marsh, 1880 (†) \| \| \| \| \| \| Holotheria Wible & al., 1995 \| \| \| \| |
| Rowe, 1988   | \| \| Allotheria Marsh, 1880 (†) \| \| \| \| \| \| Holotheria Wible & al., 1995 \| \| \| \| |
|              | Allotheria Marsh, 1880 (†)                                                                  |
|              |                                                                                             |
|              | Holotheria Wible & al., 1995                                                                |
|              |                                                                                             |

|  | Allotheria Marsh, 1880 (†)   |
|  |                              |
|  | Holotheria Wible & al., 1995 |
|  |                              |

| Yinotheria        | \| \| Shuotherida Chow & Rich, 1982 (†) \| \| \| \| \| \| Australosphenida Luo & al., 2001 \| \| \| \| |
| Chow & Rich, 1982 | \| \| Shuotherida Chow & Rich, 1982 (†) \| \| \| \| \| \| Australosphenida Luo & al., 2001 \| \| \| \| |
|                   | Shuotherida Chow & Rich, 1982 (†)                                                                      |
|                   | |
|                   | Australosphenida Luo & al., 2001                                                                       |
|                   | |

|  | Shuotherida Chow & Rich, 1982 (†) |
|  |                                   |
|  | Australosphenida Luo & al., 2001  |
|  |                                   |

| Theriiformes | \| \| Allotheria Marsh, 1880 (†) \| \| \| \| \| \| Holotheria Wible & al., 1995 \| \| \| \| |
| Rowe, 1988   | \| \| Allotheria Marsh, 1880 (†) \| \| \| \| \| \| Holotheria Wible & al., 1995 \| \| \| \| |
|              | Allotheria Marsh, 1880 (†)                                                                  |
|              |                                                                                             |
|              | Holotheria Wible & al., 1995                                                                |
|              |                                                                                             |

|  | Allotheria Marsh, 1880 (†)   |
|  |                              |
|  | Holotheria Wible & al., 1995 |
|  |                              |

| Theriiformes | \| \| Allotheria Marsh, 1880 (†) \| \| \| \| \| \| Holotheria Wible & al., 1995 \| \| \| \| |
| Rowe, 1988   | \| \| Allotheria Marsh, 1880 (†) \| \| \| \| \| \| Holotheria Wible & al., 1995 \| \| \| \| |
|              | Allotheria Marsh, 1880 (†)                                                                  |
|              |                                                                                             |
|              | Holotheria Wible & al., 1995                                                                |
|              |                                                                                             |

|  | Allotheria Marsh, 1880 (†)   |
|  |                              |
|  | Holotheria Wible & al., 1995 |
|  |                              |

| Theriiformes | \| \| Allotheria Marsh, 1880 (†) \| \| \| \| \| \| Holotheria Wible & al., 1995 \| \| \| \| |
| Rowe, 1988   | \| \| Allotheria Marsh, 1880 (†) \| \| \| \| \| \| Holotheria Wible & al., 1995 \| \| \| \| |
|              | Allotheria Marsh, 1880 (†)                                                                  |
|              |                                                                                             |
|              | Holotheria Wible & al., 1995                                                                |
|              |                                                                                             |

|  | Allotheria Marsh, 1880 (†)   |
|  |                              |
|  | Holotheria Wible & al., 1995 |
|  |                              |

| Theriiformes | \| \| Allotheria Marsh, 1880 (†) \| \| \| \| \| \| Holotheria Wible & al., 1995 \| \| \| \| |
| Rowe, 1988   | \| \| Allotheria Marsh, 1880 (†) \| \| \| \| \| \| Holotheria Wible & al., 1995 \| \| \| \| |
|              | Allotheria Marsh, 1880 (†)                                                                  |
|              |                                                                                             |
|              | Holotheria Wible & al., 1995                                                                |
|              |                                                                                             |

|  | Allotheria Marsh, 1880 (†)   |
|  |                              |
|  | Holotheria Wible & al., 1995 |
|  |                              |

Por otra parte, los cada día más numerosos avances en genética molecular precisan con mayor exactitud la distancia filogenética de las especies, con una clara tendencia a la aparición de grupos monofiléticos en los niveles de menor rango.

## Los mamíferos en el «árbol de la vida»
Los mamíferos son animales vertebrados tetrápodos amniotas, pero la traducción de estos términos a grupos taxonómicos en lo referente a composición y jerarquización de los clados que representan cada uno de ellos supone un continuo debate. 
El siguiente cladograma resume el papel que representan los mamíferos dentro de la clasificación de los seres vivos:
```
--o 
Eukaryota
 - Eucariotas
  `-o 
Opisthokonta
 - animales, hongos y relacionados
    |--
Holomycota
 - hongos y relacionados
    `-o 
Holozoa
 - animales y relacionados
      `-o 
Metazoa
 
Haeckel, 1874
 - Metazoos  
        `-o 
Eumetazoa
 
Linnaeus, 1758
 - Animales
          `-o 
ParaHoxozoa
 - (cnidarios, placozoos, bilaterios)
            `-o 
Bilateria
 - Bilaterales 
              `-o 
Deuterostomia
 - Deuteróstomos
                `-o 
Chordata
 - Cordados
                  `-o 
Craniata
 - Craneados
                    `-o 
Vertebrata
 - Vertebrados
                      `-o 
Gnathostomata
 - Mandibulados
                        |-- 
Chondrichthyes
 
Huxley, 1880
 - Condrictios (tiburones y rayas)
                        `-o 
Teleostomi
 - Teleóstomos
                          `-o 
Osteichthyes
 Huxley, 1880 - Osteíctios (peces óseos)
                            |--
Actinopterygii
 (peces con aletas radiadas)
                            `-o 
Sarcopterygii
 
Romer, 1955
 - Sarcopterigios
                              `-o 
Tetrapoda
 
Haworth, 1825
 - Tetrápodos
                                |-- 
Amphibia
 
Gray, 1825
 - Anfibios 
                                `-o 
Amniota
 
Haeckel, 1866
 - Amniotas
                                  |-- 
Sauropsida
 
Laurenti, 1768
 - Reptiles, aves y dinosaurios
                                  `-o 
Synapsida
 
Osborn, 1903
 - Sinápsidos
                                    `-o 
Therapsida
 
Broom, 1905
 - Terápsidos
                                      `-o 
Cynodontia
 
Owen, 1861
 - Cinodontes
                                        `-o 
Mammaliaformes
 
Rowe, 1988
 - Mamíferiformes
                                          `-o 
MAMMALIA
 
Linnaeus, 1758
 - Mamíferos
```

## Clasificación de los mamíferos
Resulta difícil establecer una versión oficial de la jerarquización taxonómica de los mamíferos.
Existen algunas publicaciones que contienen árboles filogenéticos completos y detallados que son empleados de forma generalizada en este campo. 

### Clasificación de Simpson (1945)
George Gaylord Simpson publicó en 1945 su obra "Principios de Clasificación y Clasificación de los Mamíferos", fuente de muchos de los trabajos que en este campo se publicaron en la segunda mitad del siglo XX.
No obstante, los estudios paleontológicos y biomoleculares acontecidos con posterioridad a ella han convertido en obsoletos muchos de los términos en ella tratados.

### Clasificación de McKenna y Bell (1997)
Malcom C. McKenna y Susan K. Bell revisaron la jerarquización taxonómica de los mamíferos de donde resultó la clasificación que lleva sus apellidos.
Esta clasificación trata detalladamente los distintos clados de mamíferos tanto extintos como vivos hasta el rango de género.
El tratado crea el rango cladístico legión, entre clase y orden, categorizándolo en superlegión, legión, sublegión e infralegión, además de muchos nuevos clados que en algunos casos, invalidan nombres y grupos empleados en las clasificaciones clásicas.
Éste es un cladograma resumido hasta el rango de orden:
```
--o Clase 
Mammalia
 
Linnaeus, 1758

  |-o Subclase 
Prototheria
 
Gill, 1872

  | |- Orden 
Platypoda
 
(Gill, 1872)

  | `- Orden 
Tachyglossa
 
(Gill, 1872)

  `-o Subclase 
Theriiformes
 
(Rowe, 1988)
 
    |-o Infraclase 
Allotheria
 
(Marsh, 1880)
 (†) 
    | `- Orden 
Multituberculata
 
Cope, 1884
 (†)
    |-o Infraclase 
Holotheria
 
(Wible et al., 1995)

    | |- Superlegión 
Kuehneotheria
 
McKenna, 1975
 (†)
    | `-o Superlegión 
Trechnotheria
 
McKenna, 1975
 
    |   |-o Legión 
Cladotheria
 
McKenna, 1975
 
    |   | |- Sublegión 
Dryolestoidea
 
(Butler, 1939)
 (†)
    |   | `-o Sublegión 
Zatheria
 
McKenna, 1975
 
    |   |   |- Infralegión 
Peramura
 
McKenna, 1975
 (†)
    |   |   `-o Infralegión 
Tribosphenida
 
(McKenna, 1975)
 
    |   |     |- Supercohorte 
Aegialodontia
 
(Butler, 1978)
 
    |   |     `-o Supercohorte 
Theria
 
(Parker & Haswell, 1897)
 (†)
    |   |       |- Orden 
Asiadelphia
 
Trofimov & Szalay, 1993
 (†)
    |   |       |- Orden 
Deltatheroida
 
Kielan-Jaworowska, 1982
 (†)
    |   |       |-o Cohorte 
Marsupialia
 
(Illiger, 1811)
 
    |   |       | |-o Magnorden 
Ameridelphia
 
(Szalay in Archer, 1982)

    |   |       | | |- Orden 
Didelphimorphia
 
(Gill, 1872)

    |   |       | | |- Orden 
Paucituberculata
 
Ameghino, 1894 

    |   |       | | `- Orden 
Sparassodonta
 
(Ameghino, 1894)
 (†) 
    |   |       | `-o Magnorden 
Australidelphia
 
(Szalay in Archer, 1982)

    |   |       |   |-o Superorden 
Eometatheria
 
(Simpson, 1970)

    |   |       |   | |- Orden 
Yalkaparidontia
 
Archer et al., 1988
 (†)
    |   |       |   | |- Orden 
Notoryctemorphia
 
(Kirsch in Hunsaker, 1977)
 
    |   |       |   | |- Granorden 
Dasyuromorphia
 
(Gill, 1872)

    |   |       |   | `-o Granorden 
Syndactyli
 
(Gill, 1871)

    |   |       |   |   |- Orden 
Peramelemorphia
 
(Kirsch, 1968)

    |   |       |   |   `- Orden 
Diprotodontia
 
Owen, 1866

    |   |       |   `-o Superorden 
Microbiotheria
 
(Ameghino, 1889)
 
    |   |       `-o Cohorte 
Placentalia
 
(Owen, 1837)
 
    |   |         |- Orden 
Bibymalagasia
 
MacPhee, 1994
 (†)
    |   |         |-o Magnorden 
Epitheria
 
(McKenna, 1975)

    |   |         | |- Superorden 
Leptictida
 
McKenna, 1975
 (†)
    |   |         | `-o Superorden 
Preptotheria
 
(McKenna, 1975)

    |   |         |   |-o Granorden 
Anagalida
 
(Szalay & McKenna, 1971)

    |   |         |   | |-o Mirorden 
Duplicidentata
 
(Illiger, 1811)

    |   |         |   | | |- Orden 
Lagomorpha
 
Brandt, 1855

    |   |         |   | | `- Orden 
Mimotonida
 
Li et al., 1987
 (†)
    |   |         |   | |- Mirorden 
Macroscelidea
 
(Butler, 1956)

    |   |         |   | `-o Mirorden 
Simplicidentata
 
(Weber, 1904)

    |   |         |   |   |- Orden 
Mixodontia
 
Sych, 1971
 (†)
    |   |         |   |   `- Orden 
Rodentia
 
Bowdich, 1821
 
    |   |         |   |-o Granorden 
Archonta
 
(Gregory, 1910)

    |   |         |   | |- Orden 
Chiroptera
 
Blumenbach, 1779

    |   |         |   | |- Orden 
Primates
 
Linnaeus, 1758

    |   |         |   | `- Orden 
Scandentia
 
(Wagner, 1855)

    |   |         |   |-o Granorden 
Ferae
 
(Linnaeus, 1758)
 
    |   |         |   | |- Orden 
Carnivora
 
Bowdich, 1821

    |   |         |   | |- Orden 
Cimolesta
 
McKenna, 1975
 
    |   |         |   | `- Orden 
Creodonta
 
(Cope, 1875)
 (†)
    |   |         |   |-o Granorden 
Lipotyphla
 
(Haeckel, 1866)

    |   |         |   | |- Orden 
Chrysochloridea
 
Broom, 1915
 
    |   |         |   | |- Orden 
Erinaceomorpha
 
(Gregory, 1910)

    |   |         |   | `- Orden 
Soricomorpha
 
(Gregory, 1910)

    |   |         |   `-o Granorden 
Ungulata
 
(Linnaeus, 1766)

    |   |         |     |- Orden 
Dinocerata
 
Marsh, 1873
 (†)
    |   |         |     |- Orden 
Tubulidentata
 
Huxley, 1872

    |   |         |     |-o Mirorden 
Altungulata
 
(Prothero & Schoch, 1989)

    |   |         |     | |- Orden 
Perissodactyla
 
Owen, 1848

    |   |         |     | `- Orden 
Uranotheria
 
McKenna & Bell, 1997

    |   |         |     |-o Mirorden 
Eparctocyona
 
McKenna, 1975
 
    |   |         |     | |- Orden 
Arctostylopida
 
Cifelli et al., 1989
 (†)
    |   |         |     | |- Orden 
Artiodactyla
 
Owen, 1848

    |   |         |     | |- Orden 
Cetartiodactyla
 
Linnaeus, 1758

    |   |         |     | |- Orden 
Condylarthra
 
Cope, 1881
 (†)
    |   |         |     | `- Orden 
Procreodi
 
Matthew, 1915
 (†)
    |   |         |     `-o Mirorden 
Meridiungulata
 
McKenna, 1975
 (†)
    |   |         |       |- Orden 
Astrapotheria
 
Lydekker, 1894
 (†)
    |   |         |       |- Orden 
Litopterna
 
Ameghino, 1889
 (†)
    |   |         |       |- Orden 
Notoungulata
 
Roth, 1903
 (†)
    |   |         |       |- Orden 
Pyrotheria
 
Ameghino, 1895
 (†)
    |   |         |       `- Orden 
Xenungulata
 
Paula Couto, 1952
 (†) 
    |   |         `-o Magnorden 
Xenarthra
 
(Cope, 1889)
 
    |   |           |- Orden 
Cingulata
 
(Illiger, 1811)

    |   |           `- Orden 
Pilosa
 
(Flower, 1883)

    |   `-o Legión 
Symmetrodonta
 
(Simpson, 1925)
 (†)
    |     |- Orden 
Amphidontoidea
 
(Prothero, 1981)
 (†)
    |     `- Orden 
Spalacotherioidea
 
(Prothero, 1981)
 (†)
    `- Infraclase 
Triconodonta
 
(Osborn, 1888)
 (†)
```

### Clasificación "Systema Naturae 2000"
Otra de las estructuras jerárquicas de los mamíferos publicadas es ésta, alojada en la página web "The Taxonomicon" y que se resume en el cladograma siguiente:
```
--o 
Mammalia

  |- 
Adelobasileus
 - 
Lucas & A. Hunt, 1990
 (†)
  |- 
Sinoconodon
 - 
Patterson & Olson, 1961
 (†)
  |- 
Morganucodontidae
 - 
Kühne, 1958
 (†)
  `-o 
Holotheria

    |- 
Kuehneotherium
 - 
Kermack et al., 1968
 (†)
    |- 
Docodonta
 (†)
    |-o 
Australosphenida

    | |- 
Ausktribosphenida
 (†)
    | `- 
Monotremata
 - 
Ornitorrinco y equidnas
 
    `-o 
Theriimorpha

      |- 
Triconodonta
 (†)
      `-o 
Theriiformes
 
        |- 
Multituberculata
 (†)
        `-o 
Trechnotheria
 
          |- 
Symmetrodonta
 (†)
          `-o 
Cladotheria
 
            |- 
Dryolestoidea
 (†)
            `-o 
Prototribosphenida
 
              |- 
Vincelestes
 - 
Bonaparte, 1986
 (†)
              `-o 
Boreosphenida
 
                |- 
Deltatheroida
 (†) 
                `-o 
Theria
 
                  |- 
Marsupialia
 - 
Marsupiales

                  `-o 
Placentalia
 
                    |-o 
Afrotheria
 
                    | |- 
Macroscelidea
 - 
Ratas de trompa

                    | |-o 
Paenungulata
 
                    | | |- 
Proboscidea
 - 
Elefantes
   
                    | | `-o 
Tethytheria
 
                    | |   |- 
Hyracoidea
 - 
Damanes

                    | |   `- 
Sirenia
 - 
Manatíes

                    | |- 
Tenrecoidea
 - 
Tenrecs

                    | `- 
Tubulidentata
 - 
Oricteropo

                    |-o 
Boreoeutheria
 
                    | |-o 
Euarchontoglires
 
                    | | |-o 
Archonta
 
                    | | | |- 
Dermoptera
 - 
Colugos

                    | | | |- 
Primates
 
                    | | | `- 
Scandentia
 - 
Tupayas

                    | | `-o 
Glires
 
                    | |   |- 
Lagomorpha
 - 
Conejos, liebres y pikas

                    | |   `- 
Rodentia
 - 
Roedores

                    | `-o 
Laurasiatheria
 
                    |   |- 
Chiroptera
 - 
Murciélagos
 
                    |   |-o 
Ferungulata

                    |   | |-o 
Cetartiodactyla
 
                    |   | | |- 
Artiodactyla
 - 
Camélidos, suiformes y rumiantes

                    |   | | `- 
Cetacea
 - 
Ballenas y delfines

                    |   | |- 
Carnivora
 - 
Carnívoros

                    |   | |- 
Perissodactyla
 - 
Équidos, rinocerontes y tapires

                    |   | |- 
Pholidota
 - 
Pangolines

                    |   `- 
Lipotyphla
 - 
Insectívoros

                    `- 
Xenarthra
 - 
Armadillos, perezosos y osos hormigueros
```

### Actualizaciones de la clasificación de McKenna-Bell
Desde que McKenna y Bell publicaron su obra, han sido considerables los hallazgos fósiles de mamíferos y los datos aportados por los estudios realizados han hecho necesaria la modificación de la estructura establecida hasta el momento.
El siguiente cladograma resume algunas de estas incidencias. Puede consultarse una versión más completa en Mikoo's Phylogeny Archive:
```
---o 
Mammaliaformes
 
Rowe, 1988
 
   `-o-o 
Morgunacodonta
 
Kermack, Mussett & Rigney, 1973
 
     `-o 
Docodonta
 
Kretzoi, 1958
 
       |-o 
Kuehneotheria
 
Kermack, Kermack & Musset, 1968

       `-o 
Mammalia
 
Linnaeus, 1758

         |-o 
Yinotheria
 
Chow & Rich, 1982

         | |-o 
Shuotheridia
 
Chow & Rich, 1982

         | `-o 
Australosphenida
 
Luo, Cifelli & Kielan-Jaworowska, 2001
  
         |   |-o 
Ausktribosphenida
 
Luo, Cifelli & Kielan-Jaworowska, 2001

         |   `-o 
Monotremata
 
Bonaparte, 1837

         |-o 
Volaticotheria
 
Meng, Hu, Y. Wang, X. Wang, & Li, 2006

         `-o 
Theriimorpha
 
Rowe, 1993

           |-o 
Eutriconodonta
 
Kermack, Musset & Rigney, 1973

           `-o 
Theriiformes
 
Rowe, 1988

             |-o 
Allotheria
 
Marsh, 1880

             `-o 
Holotheria
 
Wible, Rougier, Novacek, McKenna & Dashzeveg, 1995
 
               |-o 
Patriotheria
 
Simpson, 1971

               |-o 
Orthotheria
 
Vandebroek, 1964

               `-o 
Theria
 
Parker & Haswell, 1897
```

### Clasificación de Wilson y Reeder (2005)
La publicación de la tercera edición de la obra Mammal Species of the World. A Taxonomic and Geographic Reference es una base de datos taxonómica sobre las especies de mamíferos vivas o recientemente extinguidas, con historia taxonómica, bibliografía y distribución geográfica.
En ella se simplifica la estructura dendrítica, catalogando los distintos órdenes de la clase Mammalia hasta el nivel de subespecie.

### Otras clasificaciones
- Clasificación de Vaughan & al. (2000): Este sistema de clasificación de las especies mamíferas vivas y recientemente extintas es el seguido por muchos de los libros de texto sobre Mastozoología.[9]
- Mikko's Phylogeny Archive es una publicación web que recoge numerosas propuestas de la jerarquía taxonómica de los seres vivos con referencias detalladas de la historia taxonómica de los mamíferos como parte de estos.[5]

## Mamíferos de difícil jerarquización
Resulta necesario apuntar que en lo que respecta a datos fósiles, muchos de los hallazgos presentan grandes dificultades para ser clasificados con precisión. En todos los rangos y en la práctica totalidad de los grupos, algunos clados se escapan a la jerarquía establecida y se catalogan como incertae sedis dentro del taxón inmediatamente superior al que se asigna. En el caso de la clase Mammalia, se citan entre otros: 
- - Repenomamus Li, Wang, Wang & Li, 2001 (†)[7]
  - Tikitherium Datta, 2005 (†)[1]
  - Volaticotherium Meng, Hu, Y. Wang, X. Wang, & Li, 2006(†)[1]

## Taxonomía de los mamíferos vivos
Y ha sido a raíz de estos nuevos conocimientos, que han podido asentarse de manera convincente las bases que establecen el árbol filogenético para los mamíferos.
Para ilustrar las controversias existentes en la clasificación taxonómica según se empleen los datos fósiles o los biomoleculares, basta ver los siguientes cladogramas:
- Árbol filogenético de los euterios según los datos fósiles.[cita requerida]

```
--
Eutheria

    |
    +--
Xenarthra
 (Paleoceno) - Armadillos, osos hormigueros y perezosos
    |
    `--+--
Pholidota
 (Eoceno Temprano) - Pangolines
       |
       `--
Epitheria
 (Cretáceo Tardío)
          | 
          `--+--
Insectivora
 (Cretáceo Tardío) - Erizos, musarañas, topos, tenrecs...
             |
             `--+--+--
Anagalida

                |  |  |
                |  |  +--
Zalambdalestidae
 (†) (Cretáceo Tardío) 
                |  |  |
                |  |  `--+--
Macroscelidea
 (Eoceno Tardío) - Musarañas-elefante
                |  |     |
                |  |     `--+--
Anagaloidea
 (†)
                |  |        |
                |  |        `--
Glires
 (Paleoceno Temprano)
                |  |             | 
                |  |             +--
Lagomorpha
 (Eoceno) - Conejos, liebres y pikas
                |  |             |
                |  |             `--
Rodentia
 (Paleoceno Tardío) - Roedores
                |  |           
                |  `--
Archonta

                |       |
                |       |--+--
Scandentia
 (Eoceno Medio) - Musarañas arborícolas
                |       |  |
                |       |  `--
Primatomorpha

                |       |       |
                |       |       +--
Plesiadapiformes
 (†)
                |       |       |
                |       |       `--
Primates
 (Paleocento Temprano) - Primates
                |       |
                |       `--+--
Dermoptera
 (Eoceno Tardío) - Colugos
                |          |
                |          `--
Chiroptera
 (Paleoceno Tardío) - Murciélagos
                |
                `--+--
Ferae
 (Paleoceno Temprano) - Carnívoros
                   |
                   `--
Ungulatomorpha
 (Cretáceo Tardío)
                        |
                        +--
Eparctocyona
 (Cretáceo Tardío)
                        |    |
                        |    `--+--
Arctostylopida
 (†) (Paleoceno Tardío)
                        |       |
                        |       `--+--
Mesonychia
 (†) (Paleoceno Medio)
                        |          |
                        |          `--
Cetartiodactyla
 
                        |               |
                        |               +--
Cetacea
 (Eoceno Temprano) - Cetáceos
                        |               |
                        |               `--
Artiodactyla
 (Eoceno Temprano) - Artiodáctilos
                        |
                        `--
Altungulata

                             |
                             +--
Hilalia
 (†) 
                             |
                             `--+--+--
Perissodactyla
 (Paleoceno Tardío) - Perisodáctilos
                                |  |
                                |  `--
Tubulidentata
 (Mioceno Temprano) - Cerdo hormiguero
                                |
                                `--
Paenungulata
 
                                     |
                                     +--
Hyracoidea
 (Eoceno Temprano) - Damanes
                                     |
                                     `--+--
Sirenia
 (Eoceno Temprano) - Sirenios
                                        |
                                        `--
Proboscidea
 (Eoceno Temprano) - Elefantes
```

- Árbol filogenético de los euterios según los datos biomoleculares.[cita requerida]

```
--Eutheria
   |
   +--
Atlantogenata
 
   |    |
   |    `--
Xenarthra

   |      |
   |      +--
Cingulata
 - Armadillos
   |      |
   |      +--
Pilosa
 - Perezosos y osos hormigueros
   |    |
   |    `--
Afrotheria

   |       |
   |       +--
Afroinsectiphilia
 
   |       |
           `--
Tubulidentata
 - Cerdo hormiguero
   |        |
   |        `--
Afroinsectivora

   |       |    |
   |       |    +--
Macroscelidea
 - Musarañas-elefante
   |       |    |
   |       |    +--
Afrosoricida
 - Topos dorados, tenrecs y musarañas-nutria
   |       |
   |       `--
Paenungulata
 
   |            |
   |            +--
Hyracoidea
 - Damanes
   |            |
   |            `--
Tethyteria

   |              |
   |              +--
Proboscidea
 - Elefantes
   |              |
   |              +--
Sirenia
 - Sirenios
   |
   `--
Boreoeutheria
 
        |
        +--
Laurasiatheria

        |    |
        |    +--
Eulipotyphla
 - Erizos, gimnuros, topos, musarañas y solenodontes.
        |    |
        |    `--
Scrotifera

        |      |
        |      +--
Chiroptera
 - Murciélagos
        |      |
        |      `--
Ferungulata

        |         |
        |         `--
Eungulata

        |            |
        |            +--
Cetartiodactyla
 - Artiodáctilos y cetáceos
        |            |
        |            +--
Perissodactyla
 - Perisodáctilos
        |         |
        |         `--
Ferae

        |            |
        |            +--
Carnívora
 - Carnívoros
        |            |
        |            +--
Pholidota
 - Pangolines
        |
        `--
Euarchontoglires

             |
             +--
Glires

             |    | 
             |    +--Lagomorpha - Conejos, liebres y pikas
             |    |
             |    `--
Rodentia
 - Roedores
             |            
             `--
Euarchonta

                  |
                  |--
Scandentia
 - Musarañas arborícolas
                  |
                  |--Dermoptera - Colugos
                  |
                  `--Primates - Primates
```

No cabe duda alguna de que la clase Mammalia tiene la identidad filogenética necesaria para que su existencia sea indiscutible como tal, pero, la historia taxonómica de este grupo animal está llena de controversias acerca de las relaciones existentes, tanto entre los distintos grupos de mamíferos, como entre las especies que los integran.
Aunque la clasificación más aceptada de los grandes grupos de mamíferos es la tradicional, que apoya la teoría de la proximidad entre los mamíferos placentarios (Eutheria) y los marsupiales (Metatheria), existen algunos estudios basados en la secuencia molecular del ADN de distintas especies de mamíferos, que sugieren que los monotremas (Prototheria)) y los marsupiales puedan estar más próximos entre ellos, formando un macro-grupo que divergió de los placentarios hace aproximadamente 130 millones de años. Aun así, los últimos confirman la visión clásica.
Estos son algunos ejemplos de cómo ha evolucionado la clasificación taxonómica de los mamíferos a lo largo del tiempo:
- Parece ser que Scandentia ya no debe clasificarse en Euarchonta, sino que dependería directamente de Euarchontoglires.[11]
- Hasta hace relativamente poco tiempo no han podido establecerse los cuatro superórdenes de mamíferos placentarios: Afrotheria (ténrecs y topos dorados, musarañas-elefante, cerdo hormiguero, damanes, elefantes y manatíes), Xenarthra (armadillos, y osos hormigueros y perezosos), Euarchontoglires (tupayas, dermópteros, primates, roedores y lagomorfos) y Laurasiatheria (erizos, topos y musarañas, murciélagos, pangolines, carnívoros, perisodáctilos, artiodáctilos y cetáceos).[12]
- Paradójicamente tres de los actuales órdenes de placentados, se clasificaban en una sola, Insectivora, aunque en la actualidad, dos de ellas, Erinaceomorpha y Soricomorpha, pertenecen a la superorden Laurasiatheria, y la otra, Afrosoricida a Afrotheria.[13]
- Asimismo, los órdenes Cingulata y Pilosa se clasificaban en una sola, Xenarthra, en la actualidad elevada a superorden. Además, armadillos (Cingulata), y osos hormigueros y perezosos (Pilosa), estuvieron una vez clasificados con los pangolines (Pholidota) en la orden de los desdentados.[13]
- Por otra parte, los siete órdenes de marsupiales reconocidas actualmente, fueron clasificadas en su día dentro de la orden Marsupialia. Otros autores establecen además dos superórdenes, Ameridelphia y Australidelphia, aunque paradójicamente, Microbiotheria, se incluye dentro de la segunda a pesar de que la única especie conocida se localiza en Chile.[14]
- Los artiodáctilos y cetáceos tampoco se ponen de acuerdo las últimas clasificaciones publicadas, apareciendo en algunas de ellas como un único orden: Cetartiodactyla.[13]
- Los soricomorfos y erinaceomorfos después de su exclusión del orden polifilético Insectivora habían sido clasificados de manera segura en dos órdenes independientes, pero recientemente han sido situados en el orden Eulipotyphla, debido a nuevas evidencias genéticas.[15]

A nivel inferior en la escala filogenética, también existen numerosas contradicciones entre unos y otros autores.
- Hasta tiempos relativamente cercanos se tendía a clasificar a los murciélagos (Orden Chiroptera) en dos grupos taxonómicos: Microquirópteros y Megaquirópteros, pero si esto fuese así, la naturaleza tendría que haberse “esforzado” doblemente haciendo que la evolución de la capacidad de ecolocalización de estos animales haya tenido lugar más de una vez para que la posean individuos de ambos grupos. Por esta razón, parece más probable pensar que la evolución de esta capacidad tuvo lugar una sola vez, siendo perdida con posterioridad por algunas de las especies.[16]
- La familia Mephitidae, donde se clasifican las mofetas, es de reciente creación, pues tradicionalmente ha sido clasificada como subfamilia de Mustelidae (comadrejas, nutrias, martas, tejones…), incluyendo además a los tejones-mofeta (género Mydaus) que aun siendo mustélidos, no pertenecían a la antigua subfamilia Mephitinae.[13]

Cuánto más descendemos de nivel en la escala filogenética, la dinámica es aún más frenética, pues el descubrimiento de nuevas especies, unido a los constantes descubrimientos en el campo de la paleontología y la biología molecular, da lugar a la creación de nuevos géneros, reubicación de nuevas o antiguas especies en los existentes, y de éstos dentro de cada familia haciendo de las tablas de clasificación taxonómica  documentos dinámicos en constante evolución.

## Clasificación de los mamíferos según estudios de ADN
El estudio de los mamíferos a partir de análisis moleculares de ADN ha revelado nuevas interrelaciones entre las diferentes de mamíferos en los últimos años. Un sistema de clasificación basado en estos análisis revela cuatro linajes de mamíferos placentarios que se diversificaron a partir de un ancestro común durante el periodo Cretácico.
Atlantogenata y Boreoeutheria se separaron, hace 110-100 millones de años. Atlantogenta hace 100-95 millones de años se dividió en Afrotheria, evolucionando y diversificandose aisladamente en África-Arabia y Xenarthra quedando aislado en América del Sur. Boreoeutheria se dividió en Laurasiatheria y Euarchontoglires hace entre 107 y 98 millones de años; con los dos grupos evolucionando en Laurasia.
Después de decenas de millones de años de relativo aislamiento, África-Arabia colisionó con Eurasia, y la formación del Istmo de Panamá unió a América del Sur con América del Norte, facilitando la distribución de los mamíferos observada actualmente. Con la excepción de los murciélagos y roedores murinos, ningún placentario terrestre alcanzó Australasia hasta que el primer humano arribó hace aproximadamente 50 000 años.
Sin embargo, estos resultados actualmente son fuente de controversia, por no estar reflejados, principalmente, en aspectos morfológicos. También es importante anotar que en la mayoría de los casos los taxones extintos no están incluidos. 
La siguiente clasificación solo incluye placentarios existentes (infraclase Eutheria):

### MagnordenAtlantogenata

#### Superorden:Afrotheria(79 especies)
- Granorden Afroinsectiphilia
  - Orden Macroscelidea
    - Familia Macroscelididae: (16 especies)

  - Orden Afrosoricida
    - Familia Tenrecidae: (30 especies)
    - Familia Chrysochloridae: (21 species)

  - Orden Tubulidentata
    - Familia Orycteropodidae: (1 especie)
- Granorden Paenungulata
  - Orden Hyracoidea
    - Familia Procaviidae: (4 especies)

  - Clado Tethytheria
    - Orden Proboscidea
      - Familia Elephantidae: (3 especies)

    - Orden Sirenia
      - Familia Dugongidae: (1 especie)
      - Familia Trichechidae: (3 especies)

#### Superorden:Xenarthra(29 especies)
- Orden Cingulata
  - Familia Dasypodidae: (20 especies)
- Orden Pilosa
  - Familia Myrmecophagidae: (3 especies)
  - Familia Megalonychidae: (2 especies)
  - Familia Bradypodidae: (4 especies)

### CladoBoreoeutheria

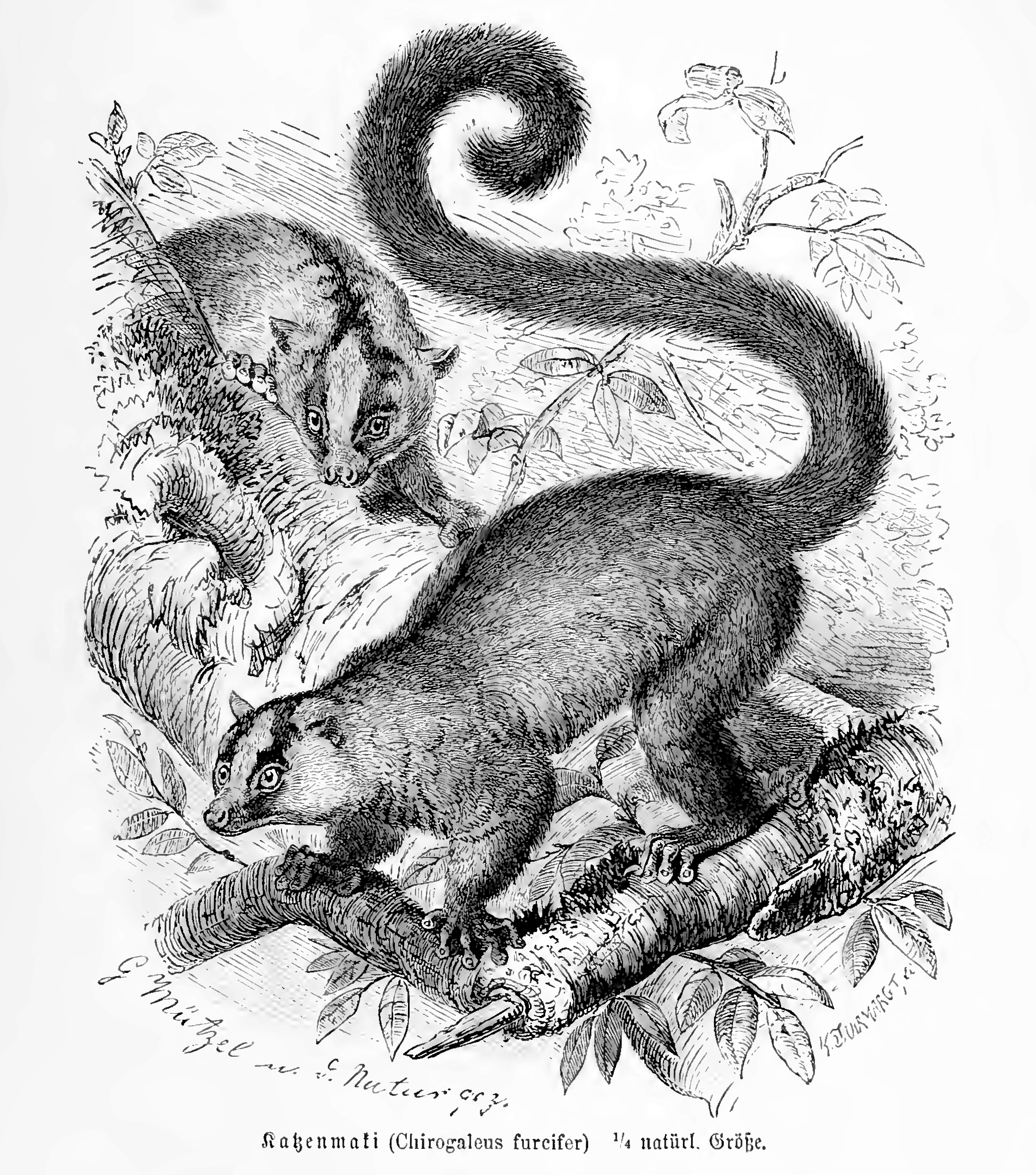
Lémur de orejas ahorquilladas (Phaner furcifer)

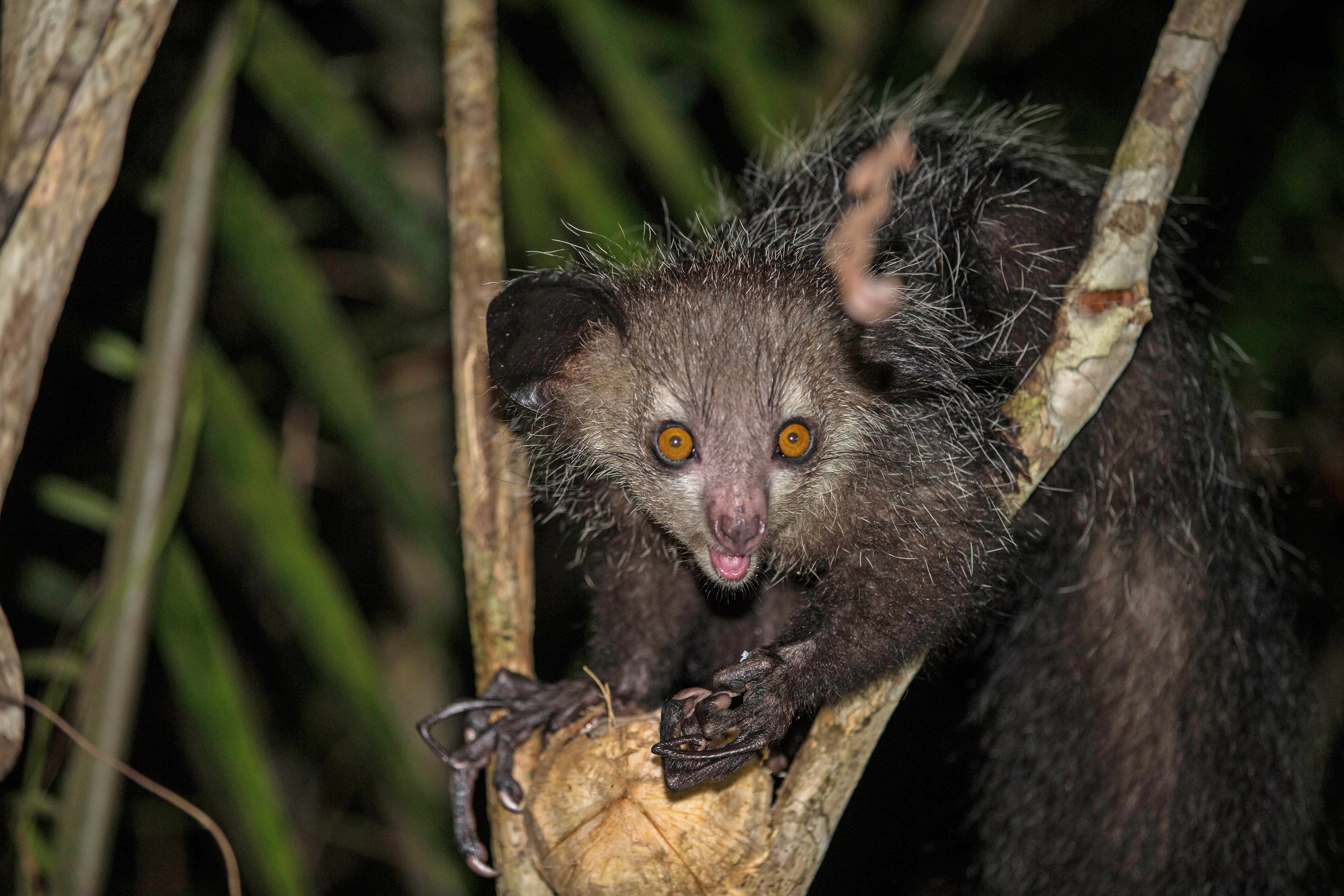
Aye aye (Daubentonia madagascariensis)

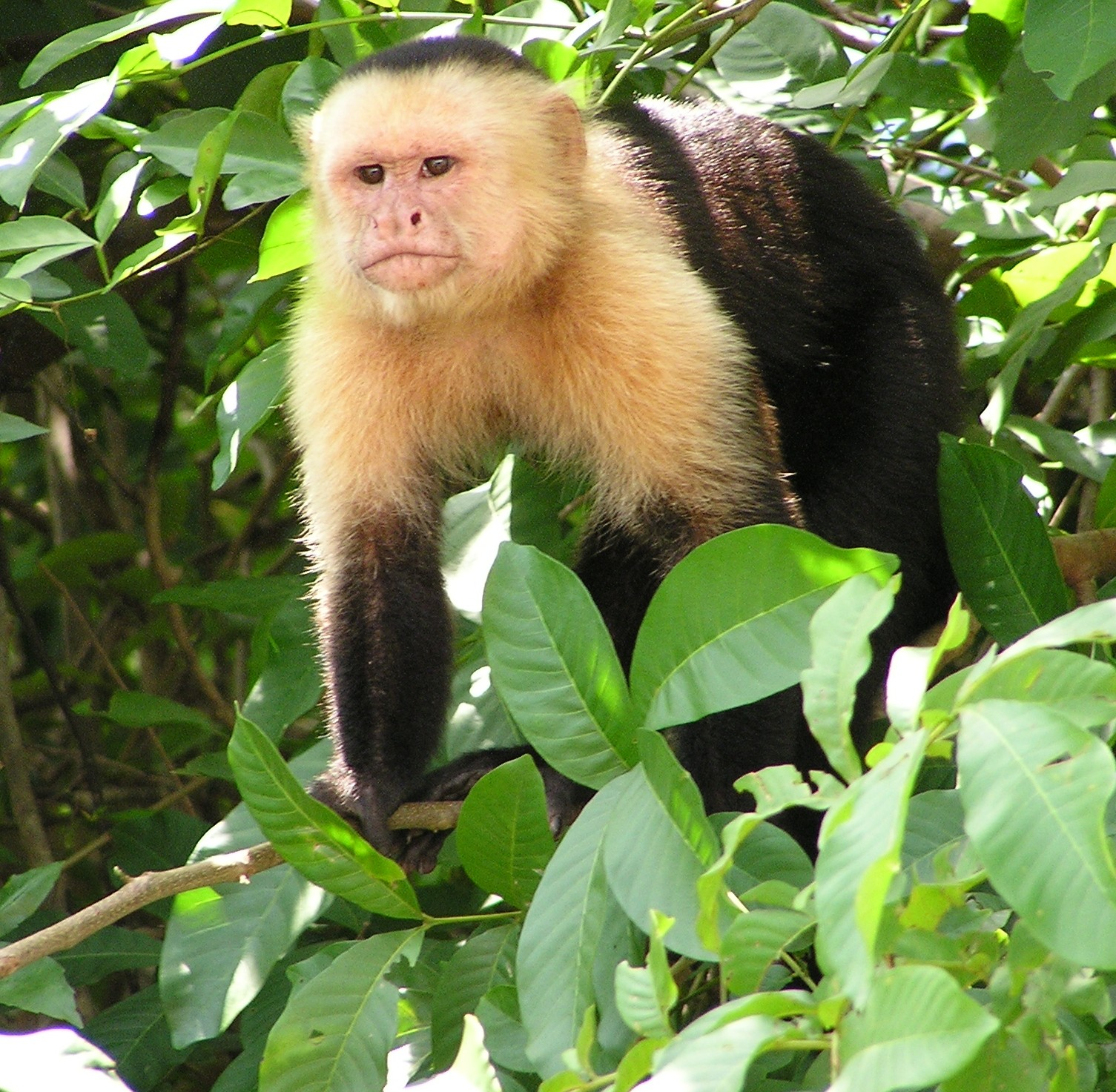
Capuchino (Cebus capucinus)

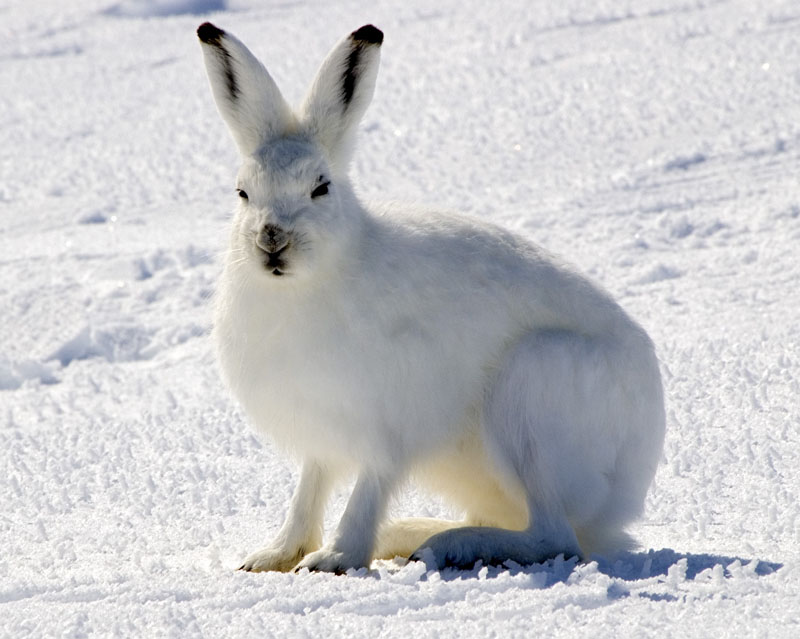
Liebre ártica (Lepus arcticus)

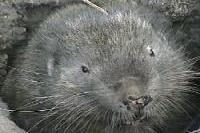
Castor de montaña (Aplodontia rufa)

#### SuperordenEuarchontoglires
- Granorden Euarchonta
  - Orden Scandentia
    - Familia Ptilocercidae (1 especie)
    - Familia Tupaiidae: (19 especies)

  - Clado Primatomorpha
    - Orden Dermoptera
      - Familia Cynocephalidae

    - Orden Primates
      - Familia Cheirogaleidae
      - Familia Lemuridae
      - Familia Lepilemuridae
      - Familia Indriidae
      - Familia Daubentoniidae
      - Familia Lorisidae
      - Familia Galagidae
      - Familia Tarsiidae
      - Familia Callitrichidae
      - Familia Cebidae
      - Familia Cercopithecidae
      - Familia Hylobatidae
      - Familia Hominidae
- Granorden Glires
  - Orden Lagomorpha
    - Familia Leporidae
    - Familia Ochotonidae

  - Orden Rodentia
    - Familia Aplodontiidae
    - Familia Sciuridae
    - Familia Gliridae
    - Familia Castoridae
    - Familia Geomyidae
    - Familia Heteromyidae
    - Familia Dipodidae
    - Familia Platacanthomyidae
    - Familia Spalacidae
    - Familia Calomyscidae
    - Familia Nesomyidae
    - Familia Cricetidae
    - Familia Muridae
    - Familia Anomaluridae
    - Familia Pedetidae
    - Familia Ctenodactylidae
    - Familia Hystricidae
    - Familia Bathyergidae
    - Familia Petromuridae
    - Familia Thryonomyidae
    - Familia Erethizontidae
    - Familia Chinchillidae
    - Familia Dinomyidae:
    - Familia Caviidae:
    - Familia Dasyproctidae
    - Familia Agoutidae:
    - Familia Ctenomyidae:
    - Familia Octodontidae:
    - Familia Abrocomidae:
    - Familia Echimyidae:
    - Familia Capromyidae:
    - Familia Myocastoridae:

#### Superorden:Laurasiatheria
- Orden Eulipotyphla
  - Familia Solenodontidae
  - Familia Soricidae
  - Familia Talpidae
  - Familia Erinaceidae
- Clado Scrotifera
  - Orden Chiroptera
    - Familia Pteropodidae
    - Familia Craseonycteridae
    - Familia Emballonuridae
    - Familia Hipposideridae
    - Familia Furipteridae
    - Familia Phyllostomidae
    - Familia Rhinopomatidae
    - Familia Phyllostomidae
    - Familia Megadermatidae
    - Familia Myzopodidae
    - Familia Mystacinidae
    - Familia Mormoopidae
    - Familia Molossidae
    - Familia Nycteridae
    - Familia Noctilionidae
    - Familia Thyropteridae
    - Familia Vespertilionidae

  - Granorden Fereuungulata
    - Clado Ferae
      - Orden Pholidota
        - Familia Manidae

      - Orden Carnivora
        - Familia Felidae
        - Familia Viverridae
        - Familia Herpestidae
        - Familia Hyaenidae
        - Familia Canidae
        - Familia Ursidae
        - Familia Otariidae
        - Familia Odobenidae
        - Familia Phocidae
        - Familia Ailuridae
        - Familia Mephitidae
        - Familia Mustelidae:
        - Familia Procyonidae

    - Mirorden Euungulata
      - Orden Perissodactyla
        - Familia Equidae
        - Familia Tapiridae
        - Familia Rhinocerotidae

      - Orden Cetartiodactyla: incluye los órdenes Artiodactyla y Cetacea
        - Familia Camelidae
        - Familia Bovidae
        - Familia Tragulidae
        - Familia Antilocapridae
        - Familia Giraffidae
        - Familia Cervidae
        - Familia Moschidae
        - Familia Suidae
        - Familia Tayassuidae
        - Familia Hippopotamidae
        - Familia Balaenopteridae
        - Familia Balaenidae
        - Familia Physeteridae
        - Familia Hyperoodontidae
        - Familia Platanistidae
        - Familia Delphinidae
        - Familia Pontoporiidae
        - Familia Lipotidae
        - Familia Iniidae
        - Familia Monodontidae
        - Familia Phocoenidae